# White Savage
White Savage – amerykański film przygodowy z 1943 r. w reżyserii Arthura Lubina.

## Fabuła
O Wyspie Świątynnej znajdującej w Oceanii krążą legendy, jakoby świątynie wyłożono sztabkami złota. Wierzy w nie niemiecki handlarz Sam Miller, który zabija informatora Franka Williamsa. Dużym utrudnieniem jest zakaz wstępu białym ludziom na Wyspę. Wkrótce jej władczyni – księżniczka Tahia dociera do portu Coral mająca zatarg z Millerem. Poznaje się z australijskim łowcą rekinów Kaloe, który nie znający prawdziwej tożsamości księżniczki żali brakiem możliwości działalności przy Wyspie Świątynnej.
Orano, chłopak pochodzący z Wyspy Świątynnej chłopak i przyjaciel Kaloe obiecuje mu pomoc w przekonaniu Tahii w uzyskaniu pozwolenia połowu rekinów. Następnego dnia Kaloe idzie zobaczyć z księżniczką, która pod swe miejsce wzięła swą służąca Blossom. Zaskoczony Orano chce wyznać prawdę, ale zostaje zabrany przez strażnika. Ubawiona Tahia ujawnia się, gdy Kaloe chce prosić o zgodę na połów. Pomiędzy nimi zaczyna rodzić się uczucie.
Kaloe otrzymawszy pożyczkę od portowego przedsiębiorcy Chińczyka Wonga zostaje uprowadzony przez tubylców Wyspy Świątynnej i oskarżony przez Tahię o kradzież sakralnego przedmiotu. Winnym zamieszania jest Orano, który wykradł przedmiot i podarował Kaloe jako część planu zbliżenia do księżniczki. Tahia zaprowadza go do świętych stawów, które potwierdzają plotki o złocie, o którym wyspiarze nie wiedzą. Jednak złoto nie interesuje Kaloe.
Brat Tahii – Tamara uzależniony od hazardu i zadłużony u Millera przekazuje mu część aktu własności Wyspy Świątynnej. W tym celu Miller zamierza też poślubić Tahię. Wobec tego Kaloe bierze udział w pojedynku na karty z Millerem, Wongiem i Tamarą. Domyśliwszy kantowania Millera udaje mu się to przeszkodzić, tym samym wygrywając partyjkę i odkupując od niego część aktu. Tamara w gniewie opuszcza miejsce.
Ceremonia wybrania męża przez Tahię zostaje przerwana przez ludzi Millera, którzy prezentują martwe ciało Tamary. Pada sugestia, iż mógł zginąć w bójce z Kaloe, którego nóż znaleziono przy Tamarze. Kaloe wszystkiemu zaprzecza, jednak wobec braku mocnych dowodów zostaje wtrącony do areny z lwami. Ratuje go Orano od początku wierzący w niewinność Kaloe. Później Wong odkrywa, że to Miller zlecił zamordowanie Tamary. Miller i jego ludzie napadają na wyspę, jednak giną na miejscu, gdy wskutek materiałów wybuchowych kompleks świątynny zapada się. Po tym wszystkim Kaloe i Tahia żyją jako para.

## Obsada
- Jon Hall – Kaloe
- Maria Montez – księżniczka Tahia
- Sabu – Orano
- Thomas Gomez – Sam Miller
- Turhan Bey – Tamara
- Sidney Toler – Wong
- Paul Guilfoyle – Erik
- Don Terry – Chris
- Constance Purdy – Blossom
- Frederic Brunn – Sully
- Anthony Warde – Clerk
- Al Kikume – strażnik
- John Harmon – Frank Williams